# Real Audiencia di Lima
La Audiencia y Cancillería Real de Lima, conosciuta anche come Audiencia y Cancillería Real de la Ciudad de los Reyes è stata una Real Audiencia nell'impero spagnolo del Nuovo Mondo, situato nella città di Lima, capitale del Vicereame del Perù. Fu creata il 20 novembre 1542, insieme al vicereame stesso, dall'Imperatore Carlo V. La Audiencia iniziò a funzionare nel 1543 e aveva inizialmente giurisdizione sull'intero vicereame, che comprendeva praticamente tutta l'America del Sud e Panama controllate dagli spagnoli. Successivamente furono istituite altre audiencias nel Vicereame. La Audiencia fu operativa fino al 1821, quando le forze di José de San Martín entrarono a Lima.